# Vélo d'Or
Il Vélo d'Or è un premio di ciclismo organizzato a partire dal 1992 dal giornale francese Vélo Magazine. Ispirato al modello del Pallone d'oro di calcio, con il Vélo d'Or vengono premiati il e la miglior ciclista al termine di ogni stagione agonistica: Alberto Contador con quattro successi (nel 2007, 2008, 2009 e 2014) detiene il record di vittorie. La giuria per l'assegnazione del premio è composta da giornalisti sportivi specializzati di tutto il mondo. Viene analogamente premiato con il Vélo d'Or francese il miglior ciclista francese dell'anno.
Dal 2010 al 2013 il Vélo d'Or Giovani ha premiato il miglior ciclista con meno di ventisei anni.
Dal 2022 il Vélo d'Or Donne viene attribuito per la categoria femminile, mentre a partire dal 2023 il Trofeo Eddy Merckx premia il miglior corridore nelle classiche in entrambe le categorie.

## Albo d'oro

### Uomini

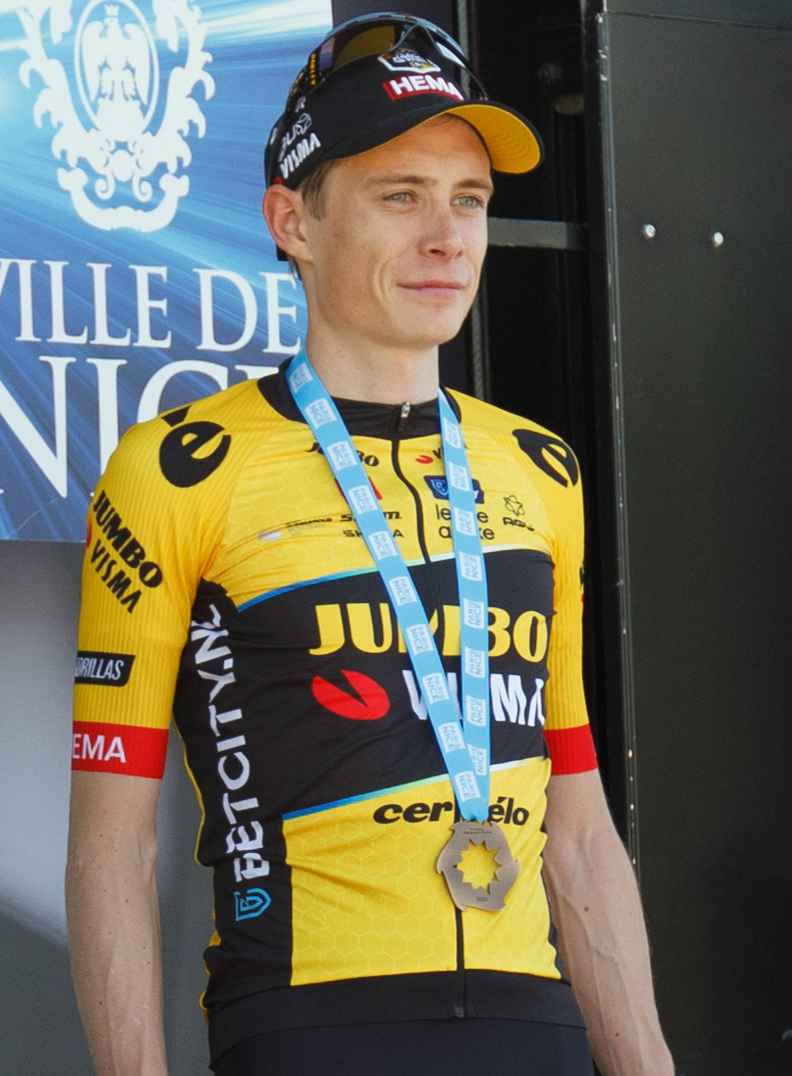
Jonas Vingegaard, vincitore dell'edizione 2023.

| Anno | Vincitore          | Secondo              | Terzo                |
| ---- | ------------------ | -------------------- | -------------------- |
| 1992 | Miguel Indurain    | Tony Rominger        | Claudio Chiappucci   |
| 1993 | Miguel Indurain    | Maurizio Fondriest   | Tony Rominger        |
| 1994 | Tony Rominger      | Miguel Indurain      | Evgenij Berzin       |
| 1995 | Laurent Jalabert   | Miguel Indurain      | Abraham Olano        |
| 1996 | Johan Museeuw      | Bjarne Riis          | Alex Zülle           |
| 1997 | Jan Ullrich        | Laurent Jalabert     | Marco Pantani        |
| 1998 | Marco Pantani      | Michele Bartoli      | Lance Armstrong      |
| 1999 | Lance Armstrong    | Jan Ullrich          | Andrei Tchmil        |
| 2000 | Lance Armstrong    | Erik Zabel           | Jan Ullrich          |
| 2001 | Lance Armstrong    | Erik Zabel           | Erik Dekker          |
| 2002 | Mario Cipollini    | Lance Armstrong      | Paolo Bettini        |
| 2003 | Lance Armstrong    | Paolo Bettini        | Aleksandr Vinokurov  |
| 2004 | Lance Armstrong    | Damiano Cunego       | Óscar Freire         |
| 2005 | Tom Boonen         | Lance Armstrong      | Danilo Di Luca       |
| 2006 | Paolo Bettini      | Alejandro Valverde   | Fabian Cancellara    |
| 2007 | Alberto Contador   | Fabian Cancellara    | Paolo Bettini        |
| 2008 | Alberto Contador   | Fabian Cancellara    | Carlos Sastre        |
| 2009 | Alberto Contador   | Mark Cavendish       | Fabian Cancellara    |
| 2010 | Fabian Cancellara  | Alberto Contador     | Andy Schleck         |
| 2011 | Philippe Gilbert   | Cadel Evans          | Mark Cavendish       |
| 2012 | Bradley Wiggins    | Tom Boonen           | Joaquim Rodríguez    |
| 2013 | Chris Froome       | Vincenzo Nibali      | Peter Sagan          |
| 2014 | Alberto Contador   | Vincenzo Nibali      | Alejandro Valverde   |
| 2015 | Chris Froome       | Peter Sagan          | Fabio Aru            |
| 2016 | Peter Sagan        | Chris Froome         | Nairo Quintana       |
| 2017 | Chris Froome       | Tom Dumoulin         | Peter Sagan          |
| 2018 | Alejandro Valverde | Geraint Thomas       | Julian Alaphilippe   |
| 2019 | Julian Alaphilippe | Egan Bernal          | Primož Roglič        |
| 2020 | Primož Roglič      | Tadej Pogačar        | Wout Van Aert        |
| 2021 | Tadej Pogačar      | Primož Roglič        | Wout Van Aert        |
| 2022 | Remco Evenepoel    | Wout Van Aert        | Tadej Pogačar        |
| 2023 | Jonas Vingegaard   | Mathieu van der Poel | Tadej Pogačar        |
| 2024 | Tadej Pogačar      | Remco Evenepoel      | Mathieu van der Poel |

#### Miglior giovane
| Anno | Vincitore      | Secondo              | Terzo              |
| ---- | -------------- | -------------------- | ------------------ |
| 2010 | Andy Schleck   | Vincenzo Nibali      | Mark Cavendish     |
| 2011 | Peter Sagan    | Edvald Boasson Hagen | Matthew Goss       |
| 2012 | Peter Sagan    | John Degenkolb       | Tejay van Garderen |
| 2013 | Nairo Quintana | Peter Sagan          | Marcel Kittel      |

#### Trofeo Eddy Merckx
| Anno | Vincitore            | Secondo              | Terzo            |
| ---- | -------------------- | -------------------- | ---------------- |
| 2023 | Mathieu van der Poel | Tadej Pogačar        | Remco Evenepoel  |
| 2024 | Tadej Pogačar        | Mathieu van der Poel | Jasper Philipsen |

### Donne

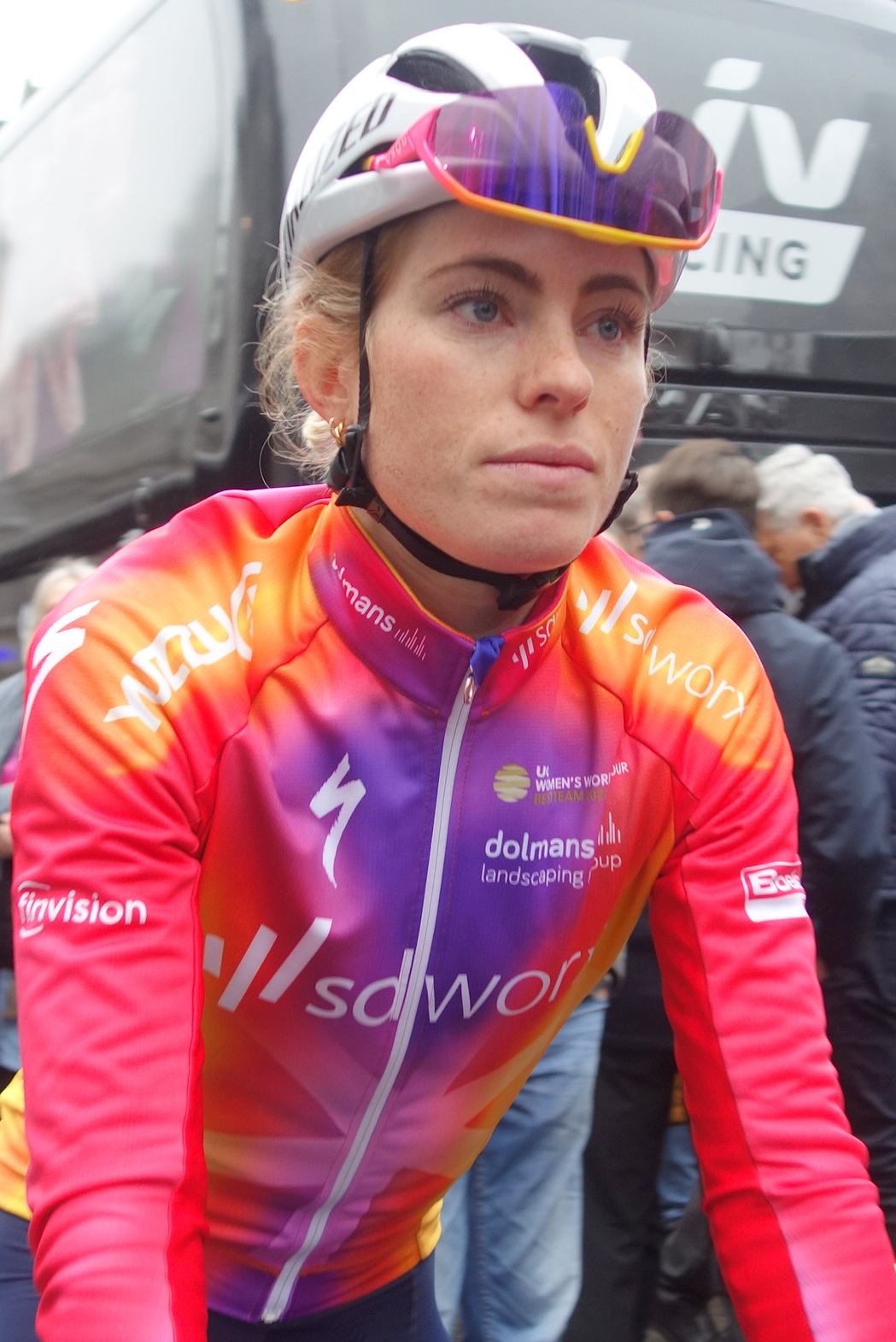
Demi Vollering, vincitrice dell'edizione 2023.

| Anno | Vincitrice           | Seconda        | Terza                  |
| ---- | -------------------- | -------------- | ---------------------- |
| 2022 | Annemiek van Vleuten | Lotte Kopecky  | Pauline Ferrand-Prévot |
| 2023 | Demi Vollering       | Lotte Kopecky  | Annemiek van Vleuten   |
| 2024 | Lotte Kopecky        | Demi Vollering | Kasia Niewiadoma       |

#### Trofeo Eddy Merckx
| Anno | Vincitrice    | Seconda              | Terza          |
| ---- | ------------- | -------------------- | -------------- |
| 2023 | Lotte Kopecky | Demi Vollering       | Alison Jackson |
| 2024 | Lotte Kopecky | Elisa Longo Borghini | Marianne Vos   |